# Detransitie
Detransitie is de stopzetting of omkering van een transgenderidentificatie of geslachtstransitie, hetzij met sociale, juridische of medische middelen. De meeste mensen die stoppen, stoppen maar tijdelijk.
Schattingen over de mate waarin detransitie plaatsvindt, lopen uiteen. Ook redenen voor detransitie variëren: dit kunnen gezondheidsproblemen zijn, financiële zorgen, een onbevestigende sociale omgeving, de ontdekking dat de transitie de genderdysforie niet verlichtte, een realisatie dat hun genderidentiteit toch overeenkomt met hun sekse, een realisatie dat de genderdysforie een manifestatie was van een andere aandoening, realisatie dat men non-binair is in plaats van trans man of vrouw, of meningsverschillen (van politieke, religieuze, of filosofische aard) met de transgenderbeweging.
Academisch onderzoek naar detransitie is schaars, niet in de laatste plaats omdat medische detransities een relatief recent fenomeen zijn, daar genderbevestigende operaties pas plaatsvinden sinds begin 20e eeuw. Sociale (de)transities kunnen zonder medische inmenging plaatsvinden en zullen daardoor minder snel op de radar van onderzoekers komen.
Bij een Duits onderzoek gaf een groot aantal respondenten te kennen dat ze door hun detransitie geen steun meer kregen van de LHBT+-gemeenschap. Zij zeiden negatieve ervaringen te hebben opgedaan met de medische en geestelijke gezondheidszorg. Veel van hen hadden graag alternatieve behandelingen voor hun genderdysforie gevonden, maar volgens hen kon daar in LGBT+-omgevingen en met medici niet over gepraat worden.

## Achtergrond en terminologie
Transitie is het proces waarbij een transgender persoon diens genderpresentatie en/of geslachtskenmerken verandert om in overeenstemming te zijn met het interne gevoel van genderidentiteit. Transitie omvat gewoonlijk sociale veranderingen (zoals kleding, roepnaam en persoonlijke voornaamwoorden), juridische veranderingen (zoals veranderingen in wettelijke naam en wettelijk geslacht), en medische/fysieke veranderingen (zoals hormoonbehandelingen en genderbevestigende operaties).
Detransitie is het proces van het stoppen of ongedaan maken van een transitie. Net als transitie is detransitie geen eenmalige gebeurtenis. Methoden van detransitie kunnen sterk variëren en kunnen veranderingen in iemands genderexpressie, sociale identiteit, identiteitsdocumenten en/of anatomie met zich meebrengen. Desistance is een algemene term voor elke stopzetting, en wordt gewoonlijk specifiek toegepast op de stopzetting van transgenderidentiteit of het verdwijnen van genderdysforie. Degenen die detransitie ondernemen, worden in het Engels detransitioners genoemd.
Detransitie wordt soms geassocieerd of verward met transitiespijt, maar spijt en detransitie vallen niet altijd samen. Door de verwarring van de twee begrippen wordt detransitie geassocieerd met een politiek gemotiveerde drang om de toegang van transgender mensen tot genderbevestigende zorg te beperken.

## Onderzoek en statistiek
Goede onderzoeken naar detransitie zijn gering in aantal, van betwiste kwaliteit, en politiek controversieel. Schattingen naar de frequentie van detransitie en desistance lopen sterk uiteen, met opmerkelijke verschillen in terminologie en methodologie. Lange termijn-detransitie is nauwelijks onderzocht. Studies naar transitiespijt of detransitie in verschillende populaties vonden verschillen in (gemiddelde of mediane) verstreken tijd voordat deze optraden: een studie uit 2018 wees uit dat het gemiddeld tien jaar en tien maanden duurt om spijt te hebben vanaf het begin van de hormonale therapie, en een studie uit 2014 van degenen die een operatie hadden ondergaan, vonden een mediane vertraging van acht jaar voordat ze om omkering van de wettelijke geslachtsstatus vroegen. Een Brits onderzoek uit 2021 vond bewijs dat detransitie gemiddeld 4 tot 8 jaar na de transitie plaatsvindt.
Detransitie tijdens de transitie komt vaker voor in de vroege stadia van de transitie ten opzichte van de latere fase waarin operaties plaatsvinden. Het aantal detransitioners tijdens die periode is onbekend, maar schattingen variëren van minder dan 1% tot 8%.
Sommige studies hebben hogere percentages van stopzetting van het transitieproces gemeld bij prepuberale kinderen, maar dit wordt betwist. Een beoordeling uit 2016 van tien prospectieve vervolgstudies van de kindertijd tot de adolescentie vond percentages variërend van 61% tot 98%, met aanwijzingen dat ze in het algemeen minder dan 85% zouden kunnen zijn. Deze onderzoeken zijn bekritiseerd omdat ze gevallen omvatten als 'desistance' waarbij het kind voldeed aan de criteria voor genderidentiteitsstoornis zoals gedefinieerd in de DSM-III of DSM-IV, hoewel sommige waarschijnlijk niet zouden hebben voldaan aan de bijgewerkte criteria voor genderdysforie in de DSM-5 (2013). De eerste diagnostische criteria voor genderdysforie werden pas geïntroduceerd in de DSM-III (1980), dus eerder onderzoek naar desistance-percentages zou kunnen wijzen op een te hoog aantal desistance als gevolg van de opname van gender-niet-conforme kinderen zonder genderdysforie. Bovendien waren twee onderzoeken naar desistance bij kinderen gebaseerd op gegevens van een Canadese kliniek die in 2015 werd gesloten na beschuldigingen dat ze zich bezighielden met conversietherapie door sociale transitie te ontmoedigen; dergelijke klinische praktijken kunnen ook leiden tot hoge percentages gerapporteerde desistance.
Lange tijd verschenen er veel studies die positief waren over transitie en melding gaven van lage detransitie-percentages. Vanaf 2020 verschenen er nabeschouwingen en heranalyses van de data waarbij onderzoekers zeggen dat het bewijs zwak is. Daarnaast geven zij kritiek op de gebruikte werkmethodes en afwezigheid van goed onderzoek over bijvoorbeeld lange-termijngevolgen. Ook wordt er melding gegeven dat er studies zijn die geen verbetering geven van depressie en mentale gezondheid, en studies die stellen dat de gehoopte afname van zelfmoorden door transitie zou afnemen niet aantoonbaar zouden zijn.
Een posterpresentatie uit 2019 onderzocht de dossiers van 3398 patiënten die tussen augustus 2016 en augustus 2017 de Britse genderidentiteitskliniek bezochten. De onderzoekers zochten naar beoordelingsrapporten met trefwoorden die te maken hadden met spijt of detransitie. Ze identificeerden 16 personen (0,47%) die spijt betuigden of waren overgestapt. Van die 16 waren er drie (0,09%) permanent gedetransitioneerd. Daarnaast waren er 10 (0,29%) tijdelijk gestopt en later opnieuw in transitie gegaan. Uit een klinische beoordeling uit 2019 bleek dat 9,4% van de patiënten met opkomende genderdysforie tijdens de adolescentie binnen een periode van achttien maanden ofwel niet langer medische interventies wenste na te streven, ofwel niet langer het gevoel had dat hun genderidentiteit incongruent was met hun toegewezen geslacht bij de geboorte. Uit een studie uit 2021 waarin de aantekeningen van 175 volwassenen werden onderzocht die tussen september 2017 en augustus 2018 uit een Britse genderidentiteitskliniek waren ontslagen, bleek dat er 12 (6,9%) voldeden aan de criteria van de onderzoekers voor detransitie — dat wil zeggen, ze keerden terug naar het leven als hun toegewezen geslacht. Zes personen bleken ervaringen te hebben die 'overlapten' met detransitioners, maar werden niet als zodanig meegeteld voor dit onderzoek vanwege het vertonen van "verwarring van de genderidentiteit" tijdens de behandeling. Bij een onderzoek uit 2023 onder 1989 individuen die een geslachtsveranderende operatie hadden ondergaan, bleken zes van hen, 14 maanden na transitie, voor een sociale transitie naar hun oorspronkelijke geslacht te hebben gekozen dan wel hun transitie met een nieuwe operatie ongedaan te willen maken.
Geïnformeerde toestemming en bevestiging van zelfdiagnose (beide nieuwere maar steeds vaker toegepaste modellen voor transgendergezondheidszorg) zijn bekritiseerd omdat ze niet voldoen aan de behoeften van degenen die uiteindelijk overstappen.
Er is kritiek geuit op de eenvoudige tweedeling van aanhouden versus stoppen, die de redenen zou negeren waarom iemands genderidentiteit zou kunnen veranderen, afgezien van simpelweg cisgender zijn. Een bewering dat iemand cisgender is, kan bijvoorbeeld worden aangenomen en worden gezien als een ongeldigverklaring van een eerder vermelde transgender-identiteit, terwijl een bewering dat iemand transgender is, alleen met dezelfde geldigheid wordt behandeld als deze het hele leven wordt volgehouden. Een persoon kan om verschillende redenen diens identiteit op elk moment in diens leven onderdrukken of realiseren; de genderidentiteiten van sommige individuen zijn veranderlijk en/of kunnen gedurende hun hele leven veranderen, en sommige individuen van wie de identiteit non-binair is, worden feitelijk uitgesloten door onderzoeken die maar twee geslachten erkennen.